# جوردن مارييه
جوردن مارييه (بالفرنسية: Jordan Marié)‏ هو لاعب كرة قدم فرنسي في مركز الوسط، ولد في 29 سبتمبر 1991 في إبنال في فرنسا. لعب مع نادي ديجون.

## وصلات خارجية
- جوردن مارييه على موقع قاعدة بيانات كرة القدم.إي يو (الإنجليزية)
- جوردن مارييه على موقع Soccerway.com (الإنجليزية)
- جوردن مارييه على موقع AS.com (الإسبانية)